# مدينة بروكسل

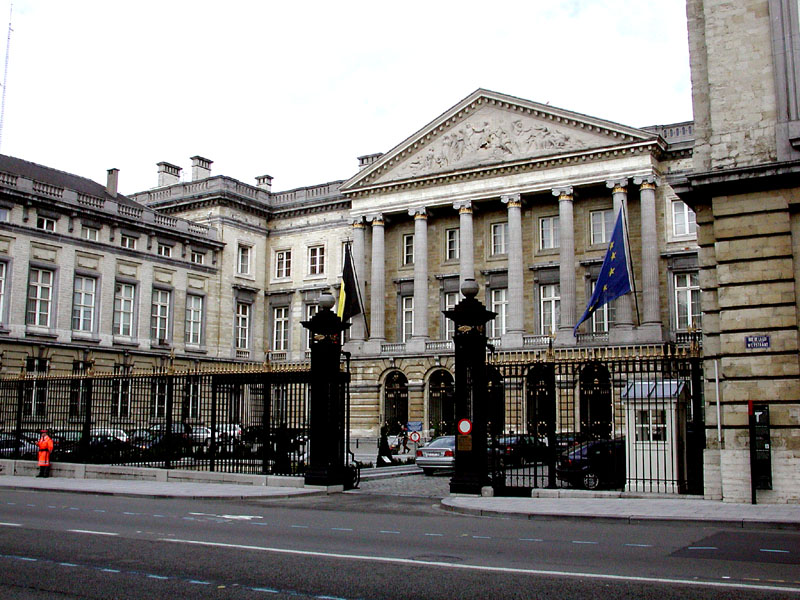
البرلمان البلجيكي في المدينة

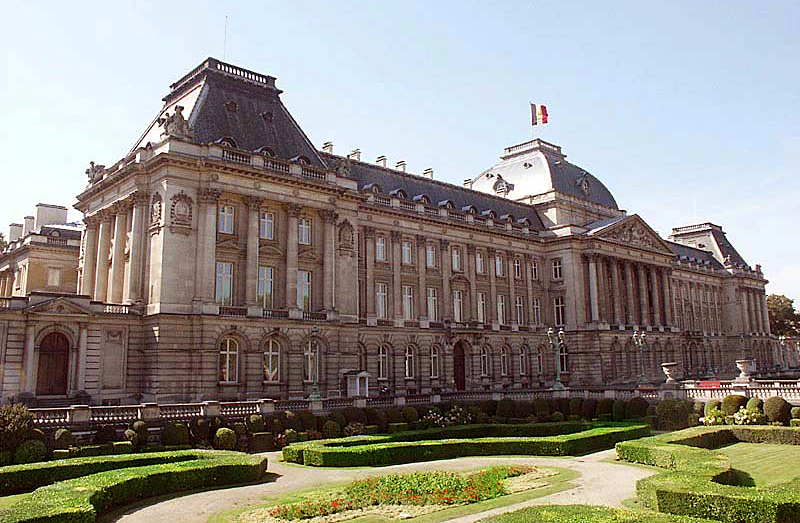
القصر الملكي في بروكسل

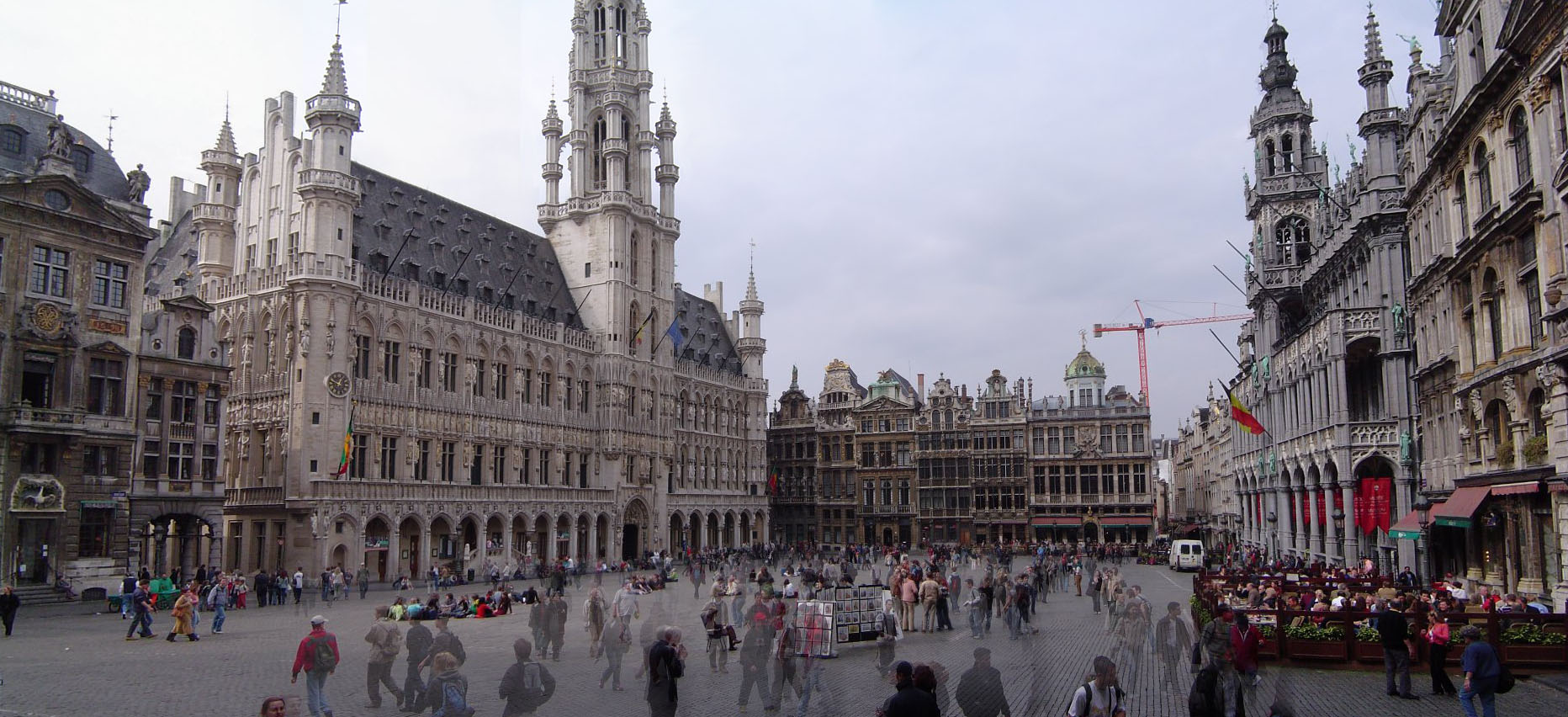
غراند بلاس (الميدان الكبير) في بروكسل

بروكسل (بالفرنسية: Ville de Bruxelles، بالهولندية: Stad Brussel)، هي عاصمة الاتحاد الأوروبي بحكم الأمر الواقع وأكبر منطقة حضرية في بلجيكا. تتألف من 19 بلدية. نمت بروكسل من بلدة تعود للقرن العاشر الميلادي لتصبح حاضرة مع عدد سكان يبلغ مليون نسمة. تستضيف بروكسل مؤسسات الاتحاد الأوروبي الرئيسية ومقرات حلف شمال الأطلسي، كانت بروكسل المركز الرئيسي للسياسة الدولية منذ نهاية الحرب العالمية الثانية. على الرغم من أن سكان المدينة كانوا ناطقين بالهولندية تاريخياً، إلا أن بروكسل أصبحت وبشكل متزايد ناطقة بالفرنسية منذ القرن العشرين. اليوم، أغلبية السكان هم متحدثون أصليون بالفرنسية، على الرغم من أن كلا اللغتين لهما صفة رسمية.

## التقسيم الإداري
تنقسم مدينة بروكسل إلى سبعة مناطق إدارية:
- بروكسل-هارينBrüssel-Haren
- بروكسل-لكن Brüssel-Laeken
- بروكسل-نيدر-أوفر-هيمبيك Brüssel-Neder-Over-Heembeek
- بروكسل-بينتاغون Brüssel-Quartier Louise
- بروكسل-كوارتير-لواز Brüssel-Quartier Louise
- بروكسل-اسباس-نورد Brüssel-Espace Nord
- بروكسل-نورد-است Brüssel-Nord-Est

## الاقتصاد والبنية التحتية
تعد بروكسل مركز اقتصادي مهم في أوروبا. تملك شركة صناعة السيارات فولكس فاغن مصنعا في المدينة، الذي يقوم بتشطيب موديل فولكس فاغن غولف. مقار الاتحاد الأوروبي في المدينة كانت أحد أسباب اتخاذ الكثير من الشركات العالمية من المدينة مقرا لها أيضا.
ترتبط المدينة بشبكة السكك الحديدية البلجيكة، كما أن هناك خطوط مباشرة لكل من أمستردام وباريس وكولونيا ولندن. أهم محطات القطار هي محطات بروكسل-المركزية وبروكسل-الشمالية وبروكسل-الجنوبية. هناك ثلاثة خطوط لشبكة المترو و16 خط ترام وحوالي 50 خط باص. يقع مطار بروكسل الدولي على بعد 12 كم شرق مركز المدينة.

## الثقافة والمعالم السياحية
غراند بلاس أو الميدان الكبير هو أهم معلم في المدينة، حيث يقع عليه مبنى بلدية بروكسل وكنيسة القديس ميخائيل. يوجد في منطقة لكن بناء الأتوميوم، الذي بني عام 1958 خصيصا للمعرض الدولي الاكسبو الذي أقيم في بروكسل آنذاك، كان من المفروض إزالته بعد انتهاء مدة المعرض ولكن تم الإبقاء عليه إلى يومنا هذا وأصبح أحد معالم المدينة الرئيسية. هناك عدة مسارح ومتاحف مهمة في بروكسل، أشهرها مسرح دي لا مونيه (Théâtre de la Monnaie/Muntschouwburg)، حيث تقام فيه عروض أوبرا أيضا. تعتبر بروكسل عاصمة مجلات الرسوم المتحركة (كوم خيالية مثل لاكي لوك وتان تان وكوبيتوس وغاستون وعدة ماركات وأنواع من الجعة، أشهرها هوغاردين (Hoegaarden) وليفه (Leffe) ودوفل (Duvel).

## الجامعات
جامعات ومعاهد بروكسل العليا:
- جامعة بروكسل الحرة Université Libre de Bruxelles (ULB)
- جامعة فرييه بروكسل the Vrije Universiteit Brussel (VUB)
- كلية سانت لويس الجامعية Facultés Universitaires Saint Louis (FUSL)
- جامعة بروكسل الكاثوليكية Katholieke Universiteit Brussel (KUB)
- الأكاديمية العسكرية الملكية
- جامعة لوفان الكاثوليكية (جزء منها يقع في بروكسل)

## المدن المتآخية
لبروكسل ثلاث مدن متآخية معها، هي:
- أتلانتا (الولايات المتحدة الأمريكية)
- كييف (أوكرانيا)
- بكين (الصـين)

## صور من بروكسل

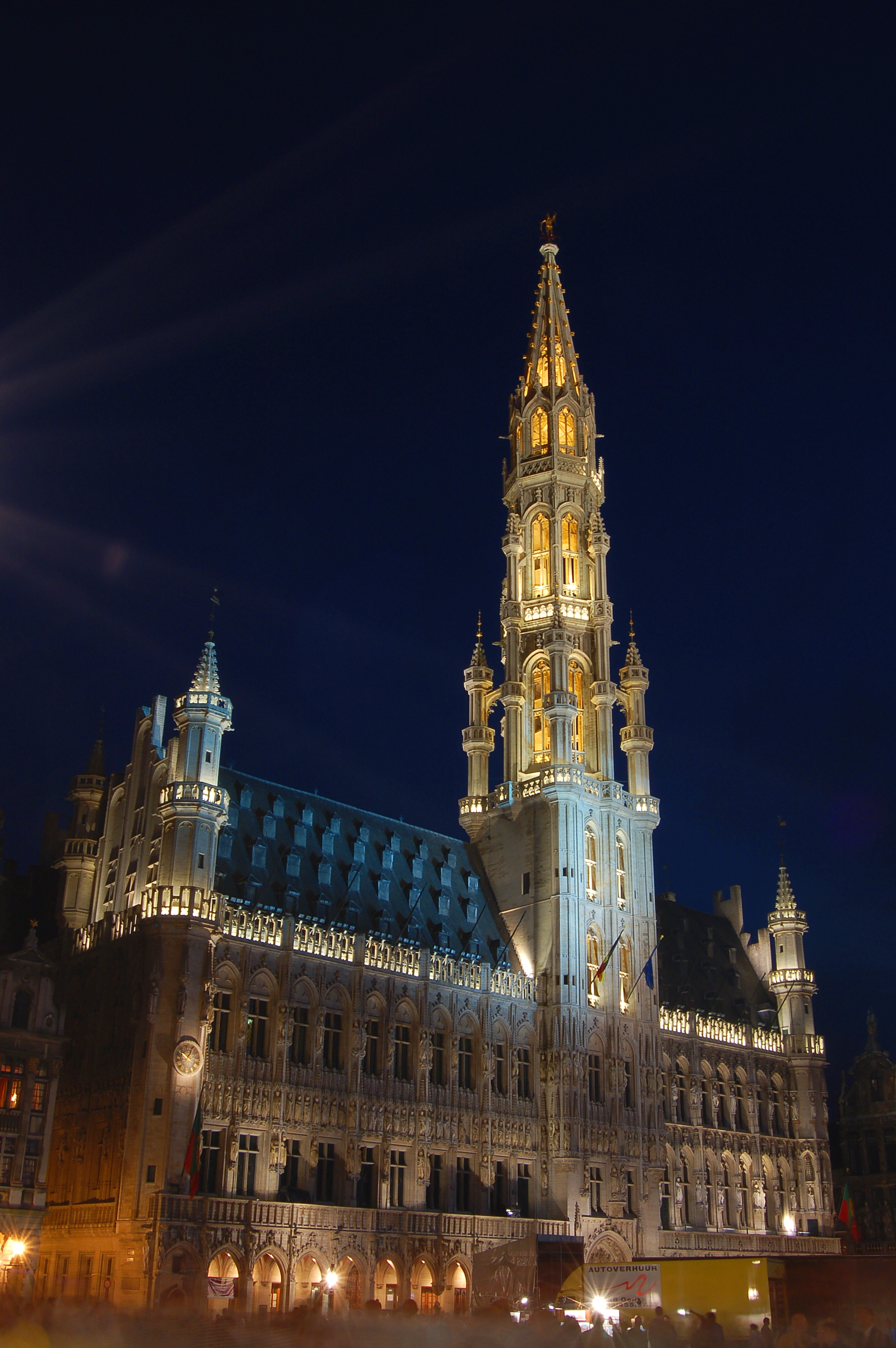
مبنى المحافظة
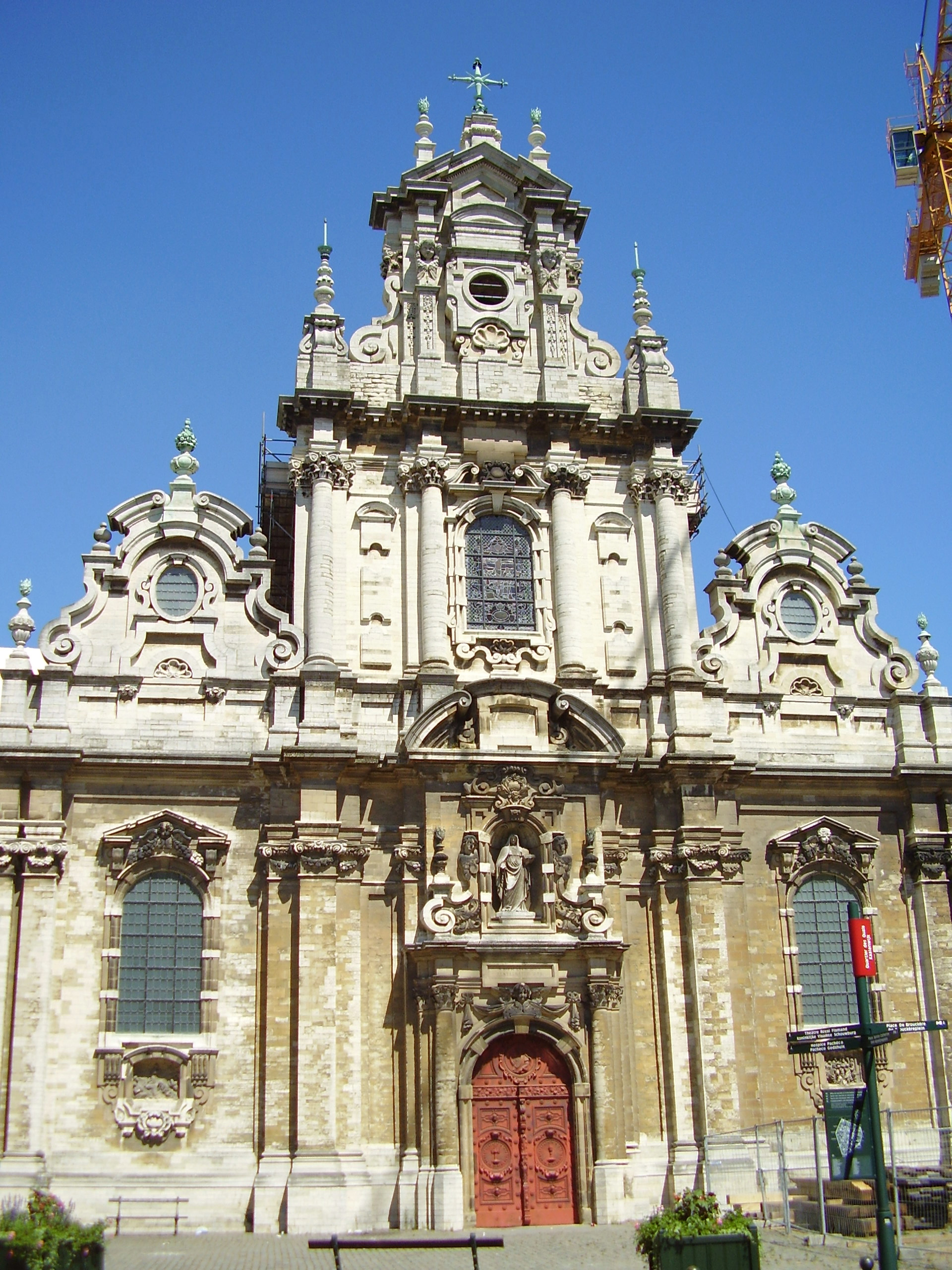
كنيسة سان جين بابتيست
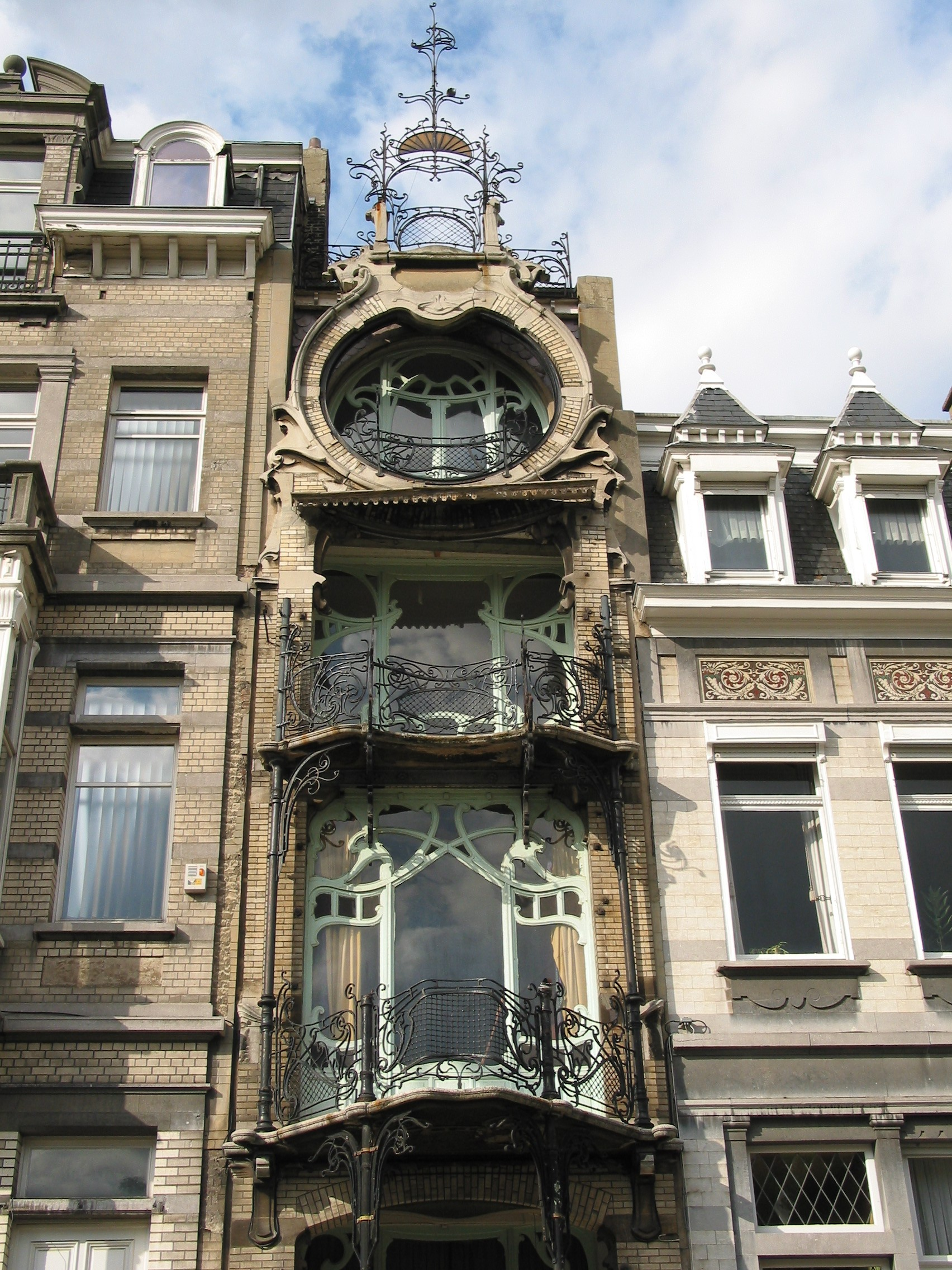
منزل خاصل سان كير 1901–1903 ، أصبح فندقا
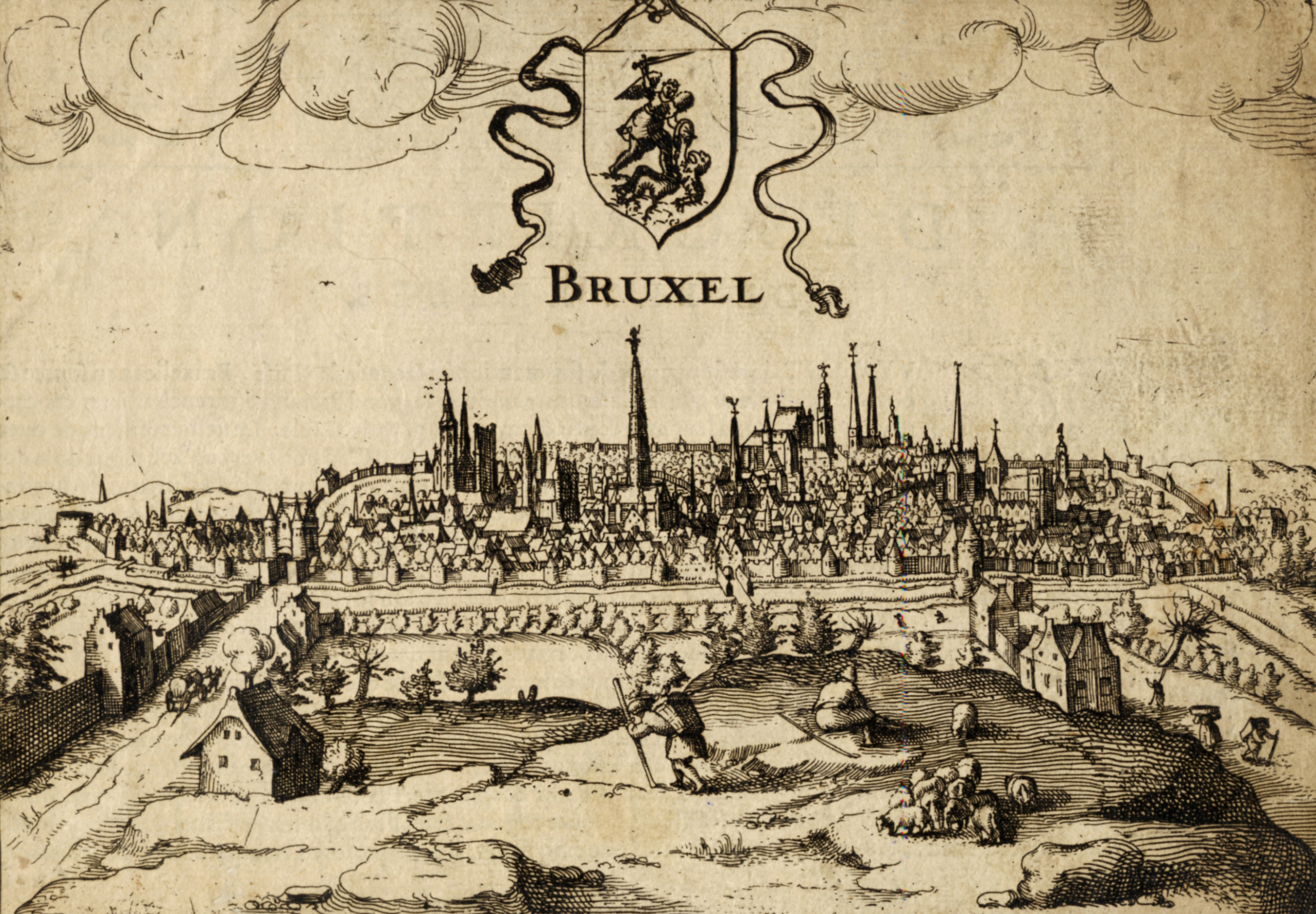
نحت على النحاس لبروكسل (لوحة من عام 1610).
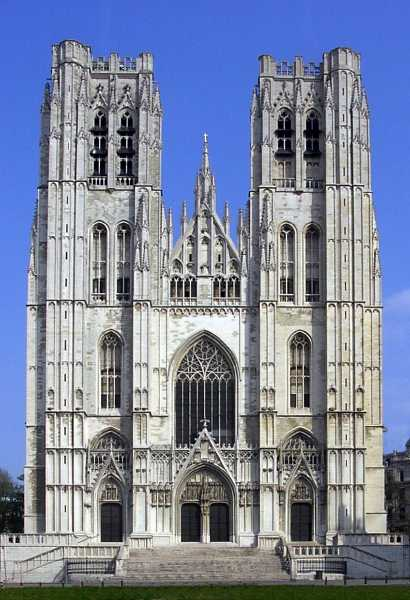
كتدرائية سان ميشيل- إيه- غودول

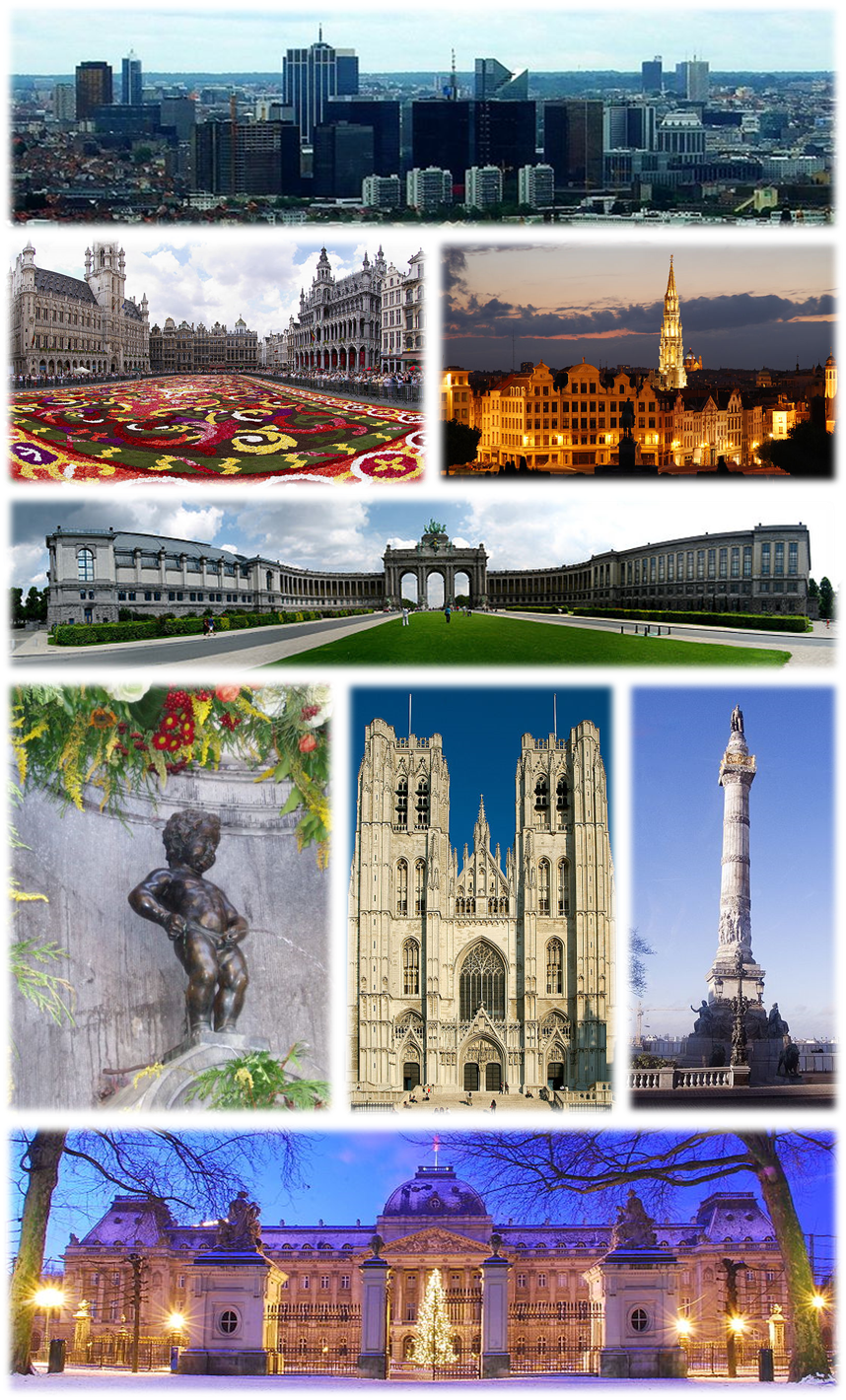
Ansichten von Brüssel, von oben nach unten:
Geschäftsviertel (Quartier Nord)
Blumenkunst am Großen Markt • Blick vom Kunstberg
Arkaden und Triumphbogen im سيكونتنير
مانيكن بيس • Kathedrale • Kongress-Säule
Königlicher Palast

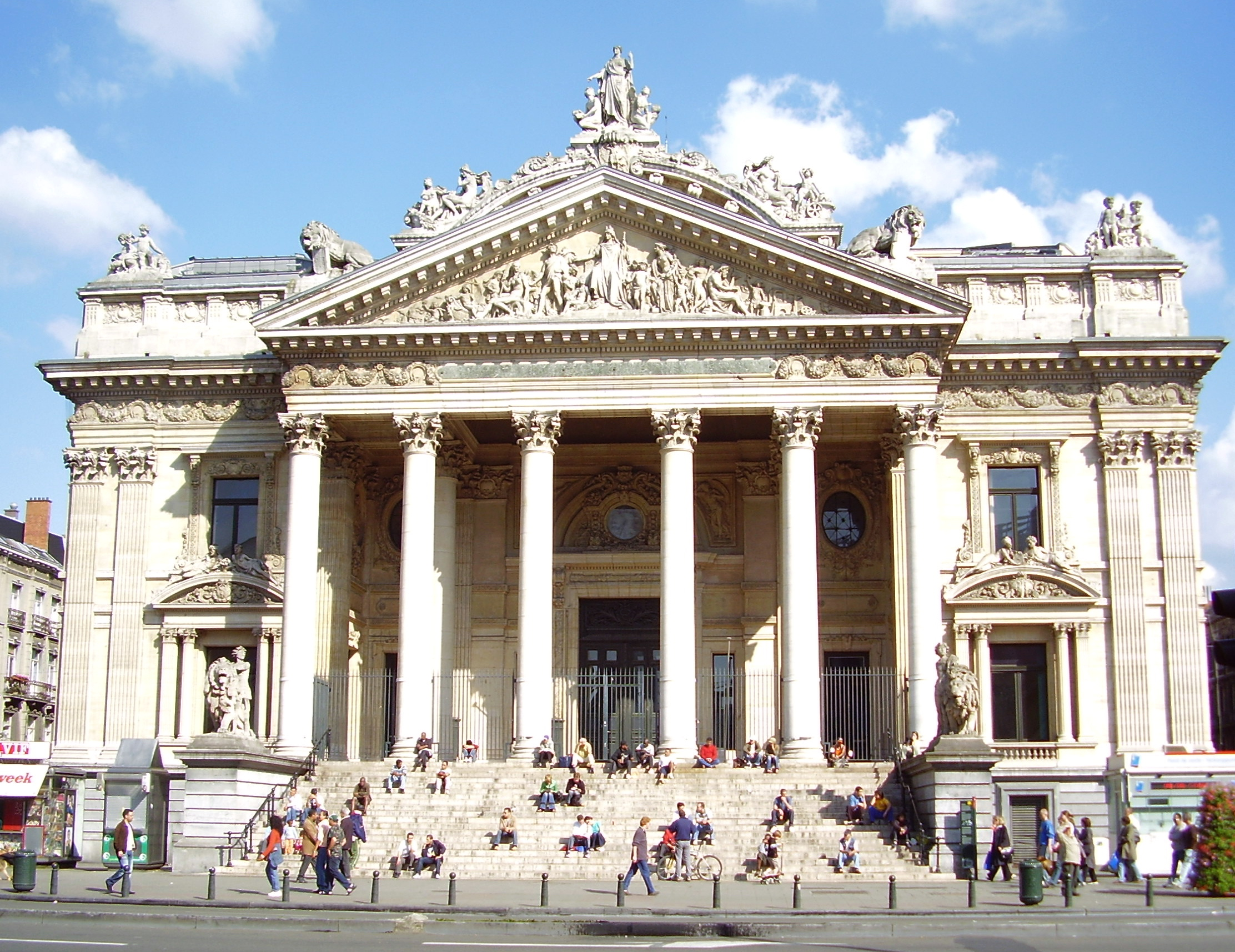
بورصة بركسل
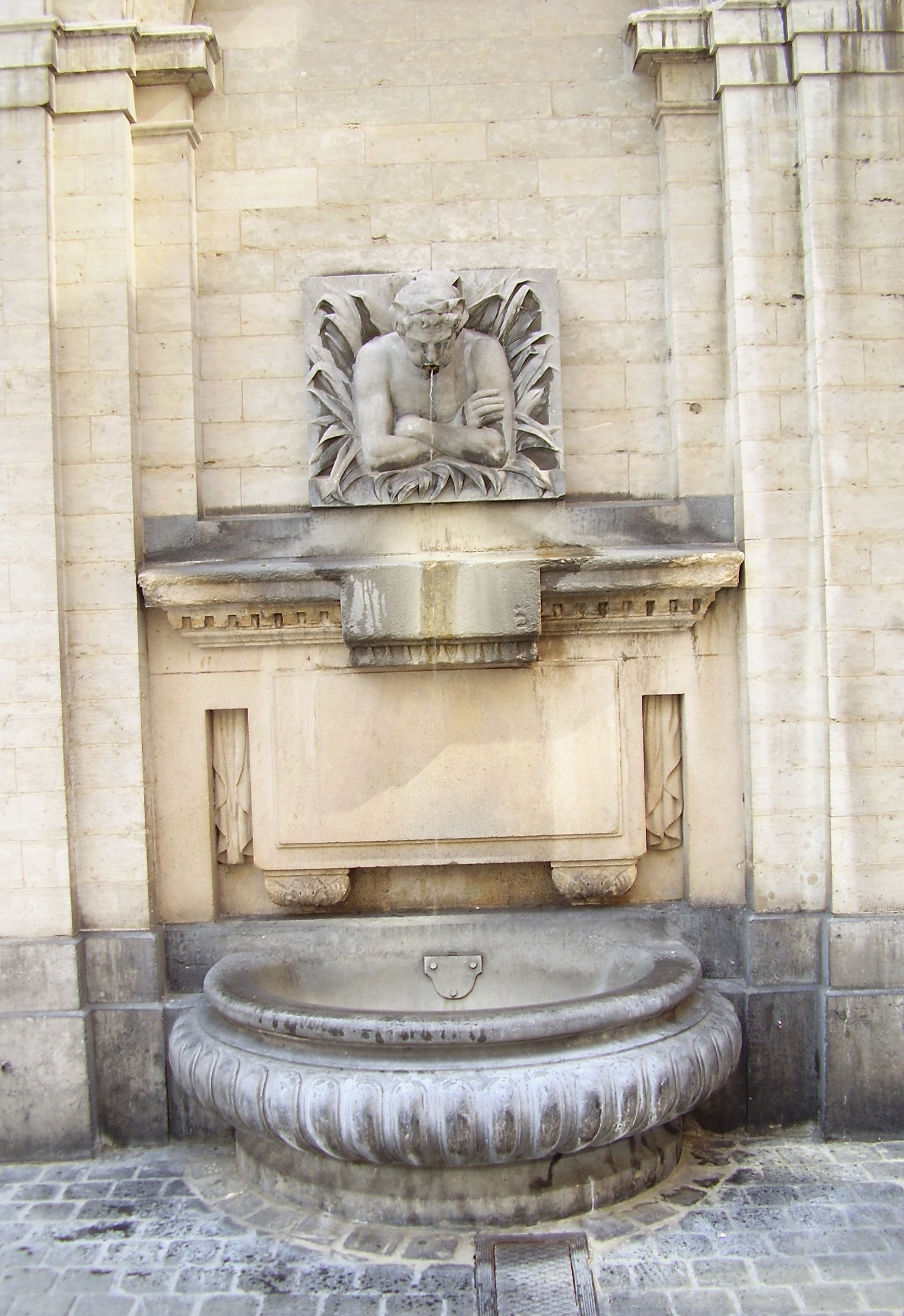
نافورة ببروكسل

## وصلات خارجية
- بروكسل